# Ecumenopolis

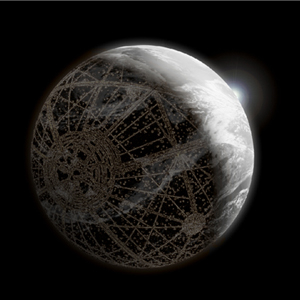
Trantor, un ecumenopolis imaginar din Imperiul Galactic imaginat de Isaac Asimov

Ecumenopolis (din greacă οἰκουμένη oecumene „lume” și πόλις polis „oraș”) este un concept ipotetic caracterizat prin existența unui oraș care se extinde pe o planetă întreagă. Exemple ficționale de astfel de orașe-planetă includ: Trantor (Isaac Asimov) și Coruscant (Războiul Stelelor).